# Metaraminol
Metaraminol ou metaradrina (nomes comerciais: Aramin, Aramine, entre outros) é uma amina simpaticomimética utilizada na prevenção e tratamento da hipotensão arterial, particularmente em casos de complicações relacionadas à anestesia. Atua principalmente como agonista do receptor adrenérgico alfa 1A, exercendo menor ação agonista sobre o receptor adrenérgico beta.

## Pesquisa médica
O metaraminol também é usado no tratamento do priapismo, e se mostrou eficaz em alguns estudos de caso.